# Evena crithea
Evena crithea is een vlinder uit de familie van de Nymphalidae. De wetenschappelijke naam van de soort is voor het eerst gepubliceerd in 1773 door Dru Drury.